# اویکو دیلی
اویکو دیلی (انگلیسی: Iveco Daily)
یک ون تجاری سبک بزرگ است که توسط خودروساز ایتالیایی اویکو از سال ۱۹۷۸ تولید می شود.این خودرو توسط فیات نیز به فروش می‌رسید.